# Natascha Lytess
Natascha Lytess (* 1911 oder 1915 als Natalia Postmann in Berlin oder Jekatarinoslaw; † 12. Mai 1963 in Zürich, Schweiz) war eine deutsch-amerikanische Filmschauspielerin, Autorin und Schauspiellehrerin. Sie benutzte auch den Namen Tala Forman. Bekannt wurde sie als langjährige Schauspiellehrerin und Mentorin der Filmschauspielerin Marilyn Monroe.

## Leben und Karriere
Natascha Lytess studierte bei dem Regisseur Max Reinhardt, den sie bewunderte, und war in Berlin und Wien Mitglied von dessen Schauspieltruppe. Als die Nationalsozialisten an die Macht kamen, emigrierte die Jüdin in die USA und ließ sich wie viele andere Schauspieler in Los Angeles nieder. In späteren Jahren soll sie behauptet haben, sie sei die Witwe des Schriftstellers Bruno Frank, der ebenfalls vor den Nationalsozialisten in die USA geflohen war und 1945 in Beverly Hills starb. Frank sei auch der Vater ihrer 1945 geborenen Tochter Barbara. Bruno Frank war jedoch mit Liesl Frank verheiratet. Eventuell war sie Franks Geliebte. Einiges spricht jedoch dafür, dass Leonhard Frank der Vater von Lytess Tochter war. Katharina Rudolph belegt in ihrer Leonhard-Frank-Biografie detailliert, dass mit großer Wahrscheinlichkeit Leonhard Frank der Vater von Lytess' Tochter war – angefangen von Briefen, die die beiden wechselten, über die Widmung einer US-Ausgabe des Romans Tha Baroness an Lytess und eine Unterhaltsforderung, die Lytess Ende der 1950er Jahre gegen Frank stellte und welche, Ende Oktober 1960 außergerichtlich beigelegt wurde, denn Lytess „erhielt 4000 Dollar und verzichtete »für immer« auf alle Forderungen einschließlich eines Unterstützungsanspruchs »für ein Kind mit dem Namen Barbara Lisa Frank«.“
Während des Zweiten Weltkriegs erhielt sie kleine Rollen in zwei Hollywood-Filmen und arbeitete als Schauspiellehrerin mit den Vertragsschauspielern von Samuel Goldwyn, später für die Filmproduktionsfirma Columbia Pictures. Sie hatte auf eine große Bühnenkarriere gehofft, jedoch begrenzten ihr Akzent und ihr wenig feminines Aussehen die Rollen, die sie spielen konnte. Bis 1961 wurde sie als Nebendarstellerin besetzt. Ihre bekanntesten Rollen spielte sie in den Filmen Comrade X (1940), Es waren einmal Flitterwochen (1942) und The House on Telegraph Hill (1951).
Von 1948 bis 1955 war sie Marilyn Monroes Privatlehrerin bei der Columbia Pictures. Sie war die erste Autoritätsperson, die an Monroes Fähigkeiten glaubte. Sie förderte ihre intellektuelle Neugier und bestärkte sie in ihren Ambitionen, komplexere Rollen mit größerer Tiefe zu spielen. Lytess setzte sich für sie ein und verschaffte ihr im Sommer 1948 ihren ersten großen Auftritt in dem B-Movie Ich tanze in dein Herz. Für die Hauptrolle in dieser Musicalverfilmung wurde ihre Schülerin in dem Branchenblatt Motion Picture Herald erstmals lobend erwähnt. Nach 1951 war sie ständig an ihrer Seite. Auch privat verband die beiden Frauen eine enge Freundschaft. Natascha Lytess empfand eine hoffnungslose Liebe für Marilyn Monroe und hatte mit ihr vermutlich eine lesbische Beziehung, als diese Anfang zwanzig war. Weitere bekannte Schülerinnen von ihr waren Mamie Van Doren, Virginia Leith und Ann Savage.
Natascha Lytess starb an Krebs 1963 in der Schweiz. Sie wurde in der Filmbiografie Marilyn – Ihr Leben von Lindsay Crouse und in der Fernsehserie The Secret Life of Marilyn Monroe von Embeth Davidtz porträtiert.

## Filmografie
- 1940: Comrade X
- 1942: Es waren einmal Flitterwochen (Once Upon a Honeymoon)
- 1951: The House on Telegraph Hill
- 1952: Anything Can Happen
- 1958: Schlitz Playhouse of Stars (Fernsehserie)
- 1961: Barabbas (Barabbà)